# Municipio de Lowell (Kansas)
El municipio de Lowell (en inglés: Lowell Township) es un municipio ubicado en el condado de Cherokee en el estado estadounidense de Kansas. En el año 2010 tenía una población de 675 habitantes y una densidad poblacional de 19,59 personas por km².

## Geografía
El municipio de Lowell se encuentra ubicado en las coordenadas 37°6′8″N 94°40′25″O / 37.10222, -94.67361. Según la Oficina del Censo de los Estados Unidos, el municipio tiene una superficie total de 34.45 km², de la cual 33,35 km² corresponden a tierra firme y (3,2 %) 1,1 km² es agua.

## Demografía
Según el censo de 2010, había 675 personas residiendo en el municipio de Lowell. La densidad de población era de 19,59 hab./km². De los 675 habitantes, el municipio de Lowell estaba compuesto por el 88,74 % blancos, el 0,3 % eran afroamericanos, el 4,89 % eran amerindios, el 0,44 % eran asiáticos, el 0,3 % eran de otras razas y el 5,33 % eran de una mezcla de razas. Del total de la población el 2,37 % eran hispanos o latinos de cualquier raza.